# Universal Lucha Libre
A Universal Lucha Libre (ULL) (conhecida como Universal Pro-Wrestling até 1991 e Federación Universal de Lucha Libre anteriormente) foi uma empresa de wrestling profissional que operou no Japão e México entre 1990 e 1995. O nome Universal Lucha Libre foi utilizado para diferenciar da outra promoção japonesa Universal Wrestling Federation (Japão), apresentando um diferente estilo de puroresu.

## Títulos
- UWF Super Middleweight Championship
- UWF Super Welterweight Championship
- UWA/UWF Intercontinental Tag Team Championship